# Persone di nome Francesco/Scrittori
| Questa pagina contiene informazioni ricavate automaticamente dalle voci biografiche con l'ausilio del template Bio e di un bot. L'aggiornamento è periodico e automatico e ricostruisce completamente la pagina. Se manca una persona in questa lista, sei pregato di non aggiungerla, ma accertati piuttosto che la sua voce biografica contenga il template Bio e che i dati anagrafici siano correttamente compilati. Se il template Bio manca, inseriscilo tu stesso o, in alternativa, metti l'avviso {{tmp\|Bio}} che ne segnala la mancanza. Se i dati riportati sono sbagliati, correggi direttamente la voce biografica; le modifiche saranno visibili in questa lista entro pochi giorni. Per chiarimenti vedi il progetto antroponimi. La lista contiene solo le 79 persone che sono citate nell'enciclopedia e per le quali è stato implementato correttamente il template Bio. Pagina aggiornata al 22 lug 2025. |

Questa è una lista di persone presenti nell'enciclopedia che hanno il nome Francesco e sono scrittori.

## A(5)
- Francesco Abate, scrittore e giornalista italiano (Cagliari, n. 1964)
- Francesco Agnoli, scrittore italiano (Bologna, n. 1974)
- Francesco Albergati Capacelli, scrittore, politico e commediografo italiano (Bologna, n. 1728 - Zola Predosa, † 1804)
- Francesco Ferdinando Alfieri, scrittore e maestro di scherma italiano (Padova)
- Francesco Algarotti, scrittore, saggista e collezionista d'arte italiano (Venezia, n. 1712 - Pisa, † 1764)

## B(8)
- Francesco Balbi da Correggio, scrittore e militare italiano (Correggio, n. 1505 - † 1589)
- Francesco Saverio Bartoli, scrittore, comico e letterato italiano (Bologna, n. 1745 - Rovigo, † 1806)
- Francesco Berni, scrittore, poeta e drammaturgo italiano (Lamporecchio, n. 1497 - Firenze, † 1535)
- Francesco Leopoldo Bertoldi, scrittore, poeta e presbitero italiano (Argenta, n. 1737 - Argenta, † 1824)
- Francesco Biamonti, scrittore italiano (San Biagio della Cima, n. 1928 - San Biagio della Cima, † 2001)
- Francesco Bocchi, scrittore e critico d'arte italiano (Firenze, n. 1548 - Firenze)
- Francesco Boni De Nobili, scrittore italiano (Pordenone, n. 1951 - Pordenone, † 2020)
- Francesco Burdin, scrittore italiano (Trieste, n. 1916 - Roma, † 2003)

## C(13)
- Francesco Cangiullo, scrittore, poeta e pittore italiano (Napoli, n. 1884 - Livorno, † 1977)
- Francesco Capecelatro, scrittore e storico italiano (Nevano, n. 1595 - † 1670)
- Francesco Carcano, scrittore, poeta e mecenate italiano (Milano, n. 1735 - Milano, † 1794)
- Francesco Carletti, scrittore, viaggiatore e mercante italiano (Firenze, n. 1573 - Firenze, † 1636)
- Francesco Carlini, scrittore e saggista italiano (Vallermosa, n. 1936)
- Francesco Carofiglio, scrittore, architetto e artista italiano (Bari, n. 1964)
- Francesco Carraro, scrittore e giornalista italiano (Padova, n. 1970)
- Francesco Cassi, scrittore italiano (Pesaro, n. 1778 - Pesaro, † 1846)
- Francesco Cataluccio, scrittore, critico letterario e archivista italiano (Firenze, n. 1955)
- Francesco Chiesa, scrittore e insegnante svizzero (Sagno, n. 1871 - Lugano, † 1973)
- Francesco Maria Colombo, scrittore, direttore d'orchestra e fotografo italiano (n. 1965)
- Francesco Costa, scrittore e sceneggiatore italiano (Napoli, n. 1946)
- Francesco Cucca, scrittore e poeta italiano (Nuoro, n. 1882 - Napoli, † 1947)

## D(10)
- Francesco D'Adamo, scrittore italiano (Milano, n. 1949)
- Francesco De Filippo, scrittore, saggista e giornalista italiano (Napoli, n. 1960)
- Francesco Dell'Erba, scrittore italiano (Vieste, n. 1866 - Napoli, † 1952)
- Francesco Di Domenico, scrittore italiano (Giugliano, n. 1954)
- Francesco Paolo Maria Di Salvia, scrittore italiano (Salerno, n. 1982)
- Francesco Difnico, scrittore, storico e umanista dalmata (Sebenico, n. 1607 - Sebenico, † 1672)
- Francesco Dimitri, scrittore italiano (Manduria, n. 1981)
- Francesco Alfonso Donnoli, scrittore, poeta e insegnante italiano (Montalcino, n. 1635 - Padova, † 1724)
- Francesco de Filos, scrittore e rivoluzionario italiano (Mezzolombardo, n. 1772 - Rovereto, † 1864)
- Francesco di ser Nardo da Barberino, scrittore italiano (Barberino in Val d'Elsa)

## E(1)
- Francesco Enna, scrittore e insegnante italiano (Sassari, n. 1938 - † 2022)

## F(5)
- Francesco Falconi, scrittore italiano (Grosseto, n. 1976)
- Francesco Domenico Falcucci, scrittore e linguista italiano (Rogliano, n. 1835 - Laerru, † 1902)
- Francesco Fontana, scrittore italiano (Mestre, n. 1963)
- Francesco Forlani, scrittore italiano (Caserta, n. 1967)
- Francesco d'Angeluccio di Bazzano, scrittore italiano (Bazzano)

## G(5)
- Francesco Alberto Giunta, scrittore, poeta e giornalista italiano (Paternò, n. 1925 - Roma, † 2013)
- Francesco Grasso, scrittore italiano (Messina, n. 1966)
- Francesco Grisi, scrittore, critico letterario e giornalista italiano (Vittorio Veneto, n. 1927 - Todi, † 1999)
- Francesco Guicciardini, scrittore, storico e politico italiano (Firenze, n. 1483 - Arcetri, † 1540)
- Francesco Gungui, scrittore italiano (Milano, n. 1980)

## J(1)
- Francesco Jovine, scrittore, giornalista e saggista italiano (Guardialfiera, n. 1902 - Roma, † 1950)

## L(3)
- Francesco Lanza, scrittore italiano (Valguarnera Caropepe, n. 1897 - Valguarnera Caropepe, † 1933)
- Francesco Leonetti, scrittore, poeta e giornalista italiano (Cosenza, n. 1924 - Milano, † 2017)
- Francesco Lumachi, scrittore e editore italiano (Firenze)

## M(5)
- Francesco Maino, scrittore italiano (Motta di Livenza, n. 1972)
- Francesco Mastriani, scrittore italiano (Napoli, n. 1819 - Napoli, † 1891)
- Francesco Montefredini, scrittore e storico italiano (Spinazzola, n. 1827 - Napoli, † 1892)
- Francesco Muscogiuri, scrittore italiano (Mesagne, n. 1851 - Mesagne, † 1919)
- Francesco Muzzopappa, scrittore italiano (Bari, n. 1976)

## P(7)
- Francesco Pacifico, scrittore e traduttore italiano (Roma, n. 1977)
- Francesco Patrizi, scrittore, politico e vescovo cattolico italiano (Siena, n. 1413 - Gaeta, † 1494)
- Francesco Pecoraro, scrittore, poeta e architetto italiano (Roma, n. 1945)
- Francesco Permunian, scrittore e poeta italiano (Cavarzere, n. 1951)
- Francesco Perri, scrittore e giornalista italiano (Careri, n. 1885 - Pavia, † 1974)
- Francesco Petrarca, scrittore, poeta e filosofo italiano (Arezzo, n. 1304 - Arquà, † 1374)
- Francesco Piccolo, scrittore, sceneggiatore e autore televisivo italiano (Caserta, n. 1964)

## R(3)
- Francesco Recami, scrittore italiano (Firenze, n. 1956)
- Francesco Regli, scrittore e giornalista italiano (Milano, n. 1802 - Torino, † 1866)
- Francesco Ottaviano Renucci, scrittore, medico e presbitero francese (Pero-Casevecchie, n. 1767 - Bastia, † 1842)

## S(4)
- Francesco Saba Sardi, scrittore, curatore editoriale e traduttore italiano (Trieste, n. 1922 - Milano, † 2012)
- Francesco Sapori, scrittore e critico d'arte italiano (Massa Lombarda, n. 1890 - Roma, † 1964)
- Francesco Serantini, scrittore italiano (Castel Bolognese, n. 1889 - Faenza, † 1978)
- Francesco Saverio Sipari, scrittore, poeta e politico italiano (Pescasseroli, n. 1828 - Napoli, † 1874)

## T(6)
- Francesco Trissino, scrittore e letterato italiano (Vicenza, n. 1809 - Vicenza, † 1883)
- Francesco Paolo Tanzj, scrittore e poeta italiano (Roma, n. 1950)
- Francesco Tarducci, scrittore e storico italiano (Piobbico, n. 1842 - Piobbico, † 1935)
- Francesco Targhetta, scrittore e poeta italiano (Treviso, n. 1980)
- Francesco Tolomei, scrittore italiano (Pistoia, n. 1762 - † 1831)
- Francesco Troccoli, scrittore italiano (Roma, n. 1969)

## V(2)
- Francesco Verso, scrittore, curatore editoriale e traduttore italiano (Bologna, n. 1973)
- Francesco Vidotto, scrittore italiano (Treviso, n. 1976)

## Z(1)
- Francesco Maria Zanotti, scrittore e filosofo italiano (Bologna, n. 1692 - Bologna, † 1777)